# Finländska mästerskapet i fotboll 1913
Finländska mästerskapet i fotboll 1913 vanns av Kronohagens IF.

## Finalomgång

### Semifinaler
| Kronohagens IF  | HJK Helsingfors | 4-1 |     |     |
| HJK Helsingfors | IFK Åbo         | 1-1 | 0-0 | 3-0 |

### Final
| Kronohagens IF | IFK Åbo | 5-3 |

- Kronohagens IF finländska mästare i fotboll 1913.